# Polyzonus dohertyi
Polyzonus dohertyi là một loài bọ cánh cứng trong họ Cerambycidae.